# Gschwender Horn
Das Gschwender Horn ist ein 1450 m ü. NHN hoher Nebengipfel des Roten Kopfs in den Allgäuer Alpen. Er liegt im Gebiet der Stadt Immenstadt im Allgäu und ist der "Hausberg" des Immenstädter Ortsteils Gschwend. Er ist Teil des Prodel-Schichtkamm in den Allgäuer Nagelfluh-Schichtkämmen.

## Geographie
Das Gschwender Horn erhebt sich über dem Konstanzer Tal. Vom Gschwender Horn aus hat man im Norden einen schönen Ausblick auf die Salmaser und Thaler Höhe. Im Tal liegen der Immenstädter Weiler Gschwend und der Große Alpsee. Der Gipfel selbst liegt halb im Wald und der Blick nach Süden ist somit von Bäumen versperrt. Im Westen des Gschwender Horns liegt die Eckhalde und im Osten grenzt das Immenstädter Horn an. Es befindet sich im Naturpark Nagelfluhkette.

## Alpinismus
Das Gschwender Horn gehört zwar zum Prodel-Schichtkamm, hat aber keinen direkten Wanderweg zur westlich angrenzenden Eckhalde. Daher ist das Gschwender Horn meist nur Teil von Wanderungen über die beiden Hörner. Am Nordhang liegen die Alpen Gschwenderberg und Starkatsgund sowie die Kleine Starkatsgund Alpe. Am Südhang liegen das Weiße Haus und das Kempnter Naturfreundehaus (1442 m). Das ehemalige Skigebiet wurde 1994 renaturiert.